# Alexandre Surell
 (octobre 2024).
La mise en forme du texte ne suit pas les recommandations de Wikipédia : il faut le « wikifier ».
Les points d'amélioration suivants sont les cas les plus fréquents. Le détail des points à revoir est peut-être précisé sur la page de discussion.
- Les titres sont pré-formatés par le logiciel. Ils ne sont ni en capitales, ni en gras.
- Le texte ne doit pas être écrit en capitales (les noms de famille non plus), ni en gras, ni en italique, ni en « petit »…
- Le gras n'est utilisé que pour surligner le titre de l'article dans l'introduction, une seule fois.
- L'italique est rarement utilisé : mots en langue étrangère, titres d'œuvres, noms de bateaux, etc.
- Les citations ne sont pas en italique mais en corps de texte normal. Elles sont entourées par des guillemets français : « et ».
- Les listes à puces sont à éviter, des paragraphes rédigés étant largement préférés. Les tableaux sont à réserver à la présentation de données structurées (résultats, etc.).
- Les appels de note de bas de page (petits chiffres en exposant, introduits par l'outil «  Source ») sont à placer entre la fin de phrase et le point final[comme ça].
- Les liens internes (vers d'autres articles de Wikipédia) sont à choisir avec parcimonie. Créez des liens vers des articles approfondissant le sujet. Les termes génériques sans rapport avec le sujet sont à éviter, ainsi que les répétitions de liens vers un même terme.
- Les liens externes sont à placer uniquement dans une section « Liens externes », à la fin de l'article. Ces liens sont à choisir avec parcimonie suivant les règles définies. Si un lien sert de source à l'article, son insertion dans le texte est à faire par les notes de bas de page.
- La présentation des références doit suivre les conventions bibliographiques. Il est recommandé d'utiliser les modèles {{Ouvrage}}, {{Chapitre}}, {{Article}}, {{Lien web}} et/ou {{Bibliographie}}. Le mode d'édition visuel peut mettre en forme automatiquement les références.
- Insérer une infobox (cadre d'informations à droite) n'est pas obligatoire pour parachever la mise en page.

Pour une aide détaillée, merci de consulter Aide:Wikification.
Si vous pensez que ces points ont été résolus, vous pouvez retirer ce bandeau et améliorer la mise en forme d'un autre article.
Alexandre Charles Surell, né le 19 avril 1813 à Bitche (Moselle) et mort le 11 janvier 1887 à Versailles, est un ingénieur français.

## Repères biographiques
- 1831 : Élève à l'École polytechnique[1]
- 1836 : Ingénieur des ponts et chaussées dans les Hautes-Alpes
- 1843 : Ingénieur des travaux qui s'exécutaient sur le Rhône et en Camargue
- 1852 : Ingénieur en chef de la construction à la Compagnie des Chemins de fer du Midi
- 1854 : Directeur de l'Exploitation à Bordeaux[1]
- 1859 : Directeur de la Compagnie des Chemins de fer du Midi à Paris
- 1859 : Officier de la Légion d'honneur[1],[2]

## Études hydrographiques
Sa fiche aux archives de l'École polytechnique porte la mention suivante : « En poste dans les Hautes-Alpes, il s'intéresse aux problèmes causés par les torrents et publie Étude sur les torrents des Hautes-Alpes, œuvre magistrale consultée par les ingénieurs forestiers. » Cet ouvrage, qui est couronné par l'Institut de France, est toujours cité aujourd'hui par les hydrographes comme technique française de la correction des torrents et de la restauration des terrains en montagne.

## Monographies
- Chemins de fer du Midi et canal latéral à la Garonne. Instruction sur le service médical., impr. de G. Gounouilhou, Bordeaux, 1856, 28 p.
- Compagnie des chemins de fer du Midi et du canal latéral à la Garonne. Chemin de fer littoral de Cette à Marseille. Réponse aux « Nouvelles observations de la Compagnie de Paris à Lyon et à la Méditerranée »., impr. de Poitevin, Paris, 1862, 48 p.
- Étude sur les torrents des Hautes-Alpes, Carilian-Gœury et V. Dalmont, Paris, 1841, XIX-284 p. bibliotheque-dauphinoise.com
  - Réédité en 1870-1872, en 2 volumes, avec une suite signée Ernest Cézanne, Dunod, Paris
  - Reproduit en fac-similé d'après l'édition de 1870-1872 (sans les planches illustrées de cette édition), C. Lacour, Nîmes, coll. « Rediviva », 2002, XII + 317 p.  (ISBN 2-84149-129-3)
- La Cause première (extrait d'une « Étude sur le principe de causalité, dans la nature et dans l'esprit », avec dédicace autographe de l'auteur à Ernest Renan), L. Cerf éditeur, Paris, 1884, 49 p.

## Sources
- Gustave Noblemaire, Alexandre Surell. Notice biographique, Paris, Vve Ch. Dunod, Editeur, 1887, 60 pp. Extrait des Annales des Ponts et Chaussée, janvier 1888.
- André Pernod, La vie et l’œuvre d'Alexandre Surell, Paris, Jouve, 1958 (SUDOC 092894089).